# Arndt Sorge
Arndt M. Sorge (1945) is een Duits econoom en hoogleraar bedrijfskunde aan de Universiteit van Maastricht, Universiteit van Tilburg en de Rijksuniversiteit Groningen.
Sorge studeerde economie aan de Universiteit van Keulen en promoveerde in 1975 aan de Westfälische Wilhelms Universiteit in Münster. Hij verkreeg zijn habilitatie in 1985 aan de Universiteit van Frankfurt. 
Na zijn studie werkte hij van 1975 tot 1977 als wetenschappelijk medewerker aan Oxford en van 1977 tot 1987 aan het International Institute of Management in Berlijn. Van 1991 tot 1997 was hij deeltijdhoogleraar bedrijfskunde aan de Universiteit van Maastricht, van 1992 tot 1997 hoogleraar Industriële en organisatiesociologie aan de   Humboldt Universiteit in Berlijn en van 1997 tot 1999 hoogleraar aan de Universiteit van Tilburg. Vanaf 1999 is hij tevens hoogleraar "Bedrijfskunde in het bijzonder Organisatiestructurering" aan de Rijksuniversiteit Groningen. 

## Publicaties
- 1993. International organizational observatory 1993 : descriptive report, the Netherlands. Met Maria Heijltjes en Adriaan van Witteloostuijn. Maastricht : University of Limburg.
- 2000. Embedding organizations : societal analysis of actors, organizations and socio-economic context. Red. met Marc Maurice, Arndt Sorge. Amsterdam : Benjamins.
- 2005. Maatwerk in overleg : kiezen voor passende overlegvormen. Met Rienk Goodijk. Assen : Koninklijke Van Gorcum.

- Bibsys: 90105520
- CiNii: DA02455996
- Gemeinsame Normdatei: 139824693
- International Standard Name Identifier: 0000 0000 8285 9513
- Library of Congress Control Number: n82243481
- Nationale Bibliotheek van Letland: 000025485
- NARCIS: PRS1241479
- Nationale Bibliotheek van Israël: 987007273984505171
- Nederlandse Thesaurus van Auteursnamen: 070435928
- Système universitaire de documentation: 074660101
- Trove: 1095253
- Virtual International Authority File: 102667340
- WorldCat: E39PBJmy3GgbJVbt6H8XWXth73